# Спрінг Тауншип (округ Сентер, Пенсільванія)
Спрінг Тауншип (англ. Spring Township) — селище (англ. township) в США, в окрузі Сентр штату Пенсільванія. Населення — 7979 осіб (2020).

## Демографія
Згідно з переписом 2010 року, у селищі мешкало 7470 осіб у 3159 домогосподарствах у складі 2087 родин. Було 3348 помешкань
Расовий склад населення:
| - 96,6 % — білих - 1,0 % — чорних або афроамериканців - 0,7 % — азіатів - 0,1 % — корінних американців |

До двох чи більше рас належало 1,4 %. Частка іспаномовних становила 1,0 % від усіх жителів.
За віковим діапазоном населення розподілялося таким чином: 21,5 % — особи молодші 18 років, 63,5 % — особи у віці 18—64 років, 15,0 % — особи у віці 65 років та старші. Медіана віку мешканця становила 40,1 року. На 100 осіб жіночої статі у селищі припадало 95,9 чоловіків;  на 100 жінок у віці від 18 років та старших — 93,1 чоловіків також старших 18 років.
Середній дохід на одне домашнє господарство  становив 67 939 доларів США (медіана — 58 149), а середній дохід на одну сім'ю — 79 277 доларів (медіана — 67 021). Медіана доходів становила 42 361 долар для чоловіків та 37 344 долари для жінок. За межею бідності перебувало 4,0 % осіб, у тому числі 6,7 % дітей у віці до 18 років та 2,6 % осіб у віці 65 років та старших.
Цивільне працевлаштоване населення становило 3929 осіб. Основні галузі зайнятості: освіта, охорона здоров'я та соціальна допомога — 35,1 %, науковці, спеціалісти, менеджери — 10,4 %, мистецтво, розваги та відпочинок — 9,0 %, роздрібна торгівля — 8,5 %.